# Dinastía Sena
Los Sena (en bengalí: সেন, Shen) fueron una dinastía india hinduista que gobernó Bengala en los siglos XI y XII del período altomedieval del subcontinente indio. El imperio se extendió en su apogeo hasta cubrir gran parte de la región noreste del subcontinente. Eran de procedencia brahmakshatriya, es decir, bramanes por casta y chatrias de profesión.

## Historia
Los gobernantes de la dinastía Sena remontan su origen a la región de Karnataka en el sur de la India. La dinastía fue fundada a mediados del siglo XI por Samanta Sena, siendo usurpado su poder por Hemanta Sena, originalmente vasallos de la dinastía Pala, y se declaró independiente,  autodenominándose rey en 1095. Su sucesor, Vijaya Sena, que gobernó de 1096 a 1159, ayudó a sentar las bases de la dinastía y construyó un imperio sobre las ruinas del de los Palas, obteniendo el control de todo Bengala y el norte de Bihar. Tuvo un reinado inusualmente largo de más de 60 años. Ballala Sena conquistó Gaur, que estaba bajo el dominio de los Pala. Gobernó el delta de Bengala e instaló su capital en Nabadwip. Ballala Sena se casó con Ramadevi, una princesa del Imperio Chalukya Occidental, lo que indica que la élite gobernante de los Sena mantuvieron un estrecho contacto social con el sur de la India.
Lakshmana Sena sucedió a Ballala Sena en 1179, gobernó Bengala durante aproximadamente 20 años y expandió el Imperio Sena a Odisha, Bihar y probablemente hasta Varanasi. En 1203-1204, el general túrquico Bajtiiar Jalyi atacó Nabadwip, derrotó a Lakshmana, que moriría unos tres años después, y se expandió por el noroeste de Bengala, aunque el este de Bengala permaneció bajo el control de los Sena. Aunque los reyes de Sena continuaron gobernando allí hasta 1230, el principal poder político de Bengala pasó a los musulmanes.

## Consecuencias religiosas
El gobierno de Sena en Bengala provocó un marcado patrocinio del renacimiento del hinduismo ortodoxo. El sistema de castas, que se había vuelto laxo debido a la influencia budista de los Palas, se restableció, y el sistema bengalí de hipergamia, el matrimonio socialmente ascendente de mujeres, fue supuestamente fundado por el rey de los Sena, Vallalasena. El hinduismo se codeó con el budismo hasta que se fusionaron: Buda se convierte en un avatar de Vishnu.

## Literatura
El rey Sena, Lakshmana Sena (reinó entre 1178 y 1205), se convirtió en un gran mecenas de la literatura en su corte de Nabadwip en el distrito de Nadia, hasta que fue expulsado. Los protegidos poetas Jayadeva. Dhoyi Dhoyi y Shrîdharadâsa, el editor de Saduktikarnâmrita, escribieron allí. 

## Arte y arquitectura
La escuela Sena es famosa por sus miniaturas y por la construcción de templos y monasterios hinduistas, que incluyen el famoso templo Dhakeshwari en lo que hoy es Dhaka, Bangladés.
En Cachemira, la dinastía probablemente también construyó un templo conocido como Sankara Gaureshwara.

## Reyes Sena
- Samanta Sena (c. 1070)
- Hemanta Sena (c. 1095-1096)
- Vijaya Sena (1096-1159)
- Vallala Sena (1159-1179)
- Laksman Sena (1179-1206)
- Vishvarup Sena (1206-1225)
- Keshab Sena (1225-1230)